# 假雌雄同体
假雌雄同体（英語：pseudohermaphroditism），假两性畸形（英語：pseudo-hermaphroditism），是一种两性畸形，指患者的性腺，内、外生殖器及第二性征。真两性畸形是指病人体内具有男、女两种性腺。
外生殖器可呈女性、男性或男女混合性，以体内产生的雌、雄激素何种占优势而定。第二性征的表现也随占优势的激素而定。医学可以通过气腹造影，了解内生殖器情况，在诊断上仅具参考价值。此外可以通过通过腹腔镜检查和剖腹探查取性腺组织活检确定，常用冰冻切片快速作出诊断。
染色体核型多数为46，XX。而46, XY者少见；亦可能为46，XX/46，XY嵌合型。女性假两性畸形病人的性腺为卵巢，染色体核型为46，XX，但外生殖器部分男性化。